# Lijst van zoogdieren in België
Dit is een lijst van zoogdieren die tegenwoordig voorkomen in België. Zeezoogdieren die waarschijnlijk regelmatig bij de Belgische kust voorkomen zijn ook opgenomen. Ook exoten zijn opgenomen. Deze soorten worden aangeduid met (intr).

## A
- Apodemus flavicollis (Geelhalsbosmuis)
- Apodemus sylvaticus (Bosmuis)
- Arvicola amphibius (Woelrat)
- Arvicola scherman (Bergwoelrat)

## B
- Barbastella barbastellus (Mopsvleermuis of Dwarsoorvleermuis)

## C
- Canis lupus (Wolf)
- Capreolus capreolus (Ree)
- Castor fiber (Bever)
- Cervus elaphus (Edelhert)
- Cricetus cricetus (Gewone hamster of Korenwolf)
- Crocidura leucodon (Veldspitsmuis)
- Crocidura russula (Huisspitsmuis)

## D
- Dama dama (Damhert) (intr)

## E
- Eliomys quercinus (Eikelmuis)
- Eptesicus nilssoni (Noordse vleermuis)
- Eptesicus serotinus (Laatvlieger)
- Erinaceus europaeus (Egel)

## F
- Felis silvestris (Wilde kat)

## G
- Glis glis (Relmuis)

## H
- Homo sapiens (Mens)

## L
- Lagenorhynchus acutus (Witflankdolfijn)
- Lagenorhynchus albirostris (Witsnuitdolfijn)
- Lepus europaeus (Haas)
- Lutra lutra (Otter)
- Lynx lynx (Lynx)

## M
- Martes foina (Steenmarter)
- Martes martes (Boommarter)
- Meles meles (Das)
- Micromys minutus (Dwergmuis)
- Microtus agrestis (Aardmuis)
- Microtus arvalis (Veldmuis)
- Microtus subterraneus (Ondergrondse woelmuis)
- Mus musculus (Huismuis)
- Muscardinus avellanarius (Hazelmuis)
- Mustela erminea (Hermelijn)
- Mustela nivalis (Wezel)
- Mustela putorius (Bunzing)
- Mustela vison (Amerikaanse nerts) (intr)
- Myocastor coypus (Beverrat) (intr)
- Myodes glareolus (Rosse woelmuis)
- Myotis bechsteinii (Bechsteins vleermuis of Langoorvleermuis)
- Myotis brandti (Brandts vleermuis)
- Myotis dasycneme (Meervleermuis)
- Myotis daubentonii (Watervleermuis)
- Myotis emarginatus (Ingekorven vleermuis of Wimpervleermuis)
- Myotis myotis (Vale vleermuis)
- Myotis mystacinus (Baardvleermuis)
- Myotis nattereri (Franjestaart)

## N
- Neomys anomalus (Millers waterspitsmuis)
- Neomys fodiens (Waterspitsmuis)
- Nyctalus leisleri (Bosvleermuis)
- Nyctalus noctula (Rosse vleermuis)

## O
- Ondatra zibethicus (Muskusrat) (intr)
- Oryctolagus cuniculus (Konijn)
- Ovis gmelini (Aziatische moeflon) (intr)

## P
- Phoca vitulina (Gewone zeehond)
- Phocoena phocoena (Bruinvis)
- Pipistrellus nathusii (Ruige dwergvleermuis of Nathusius' dwergvleermuis)
- Pipistrellus pipistrellus (Gewone dwergvleermuis)
- Pipistrellus pygmaeus (Kleine dwergvleermuis)
- Plecotus auritus (Grootoorvleermuis of Bruine grootoorvleermuis)
- Plecotus austriacus (Grijze grootoorvleermuis)
- Procyon lotor (Wasbeer) (intr)

## R
- Rattus norvegicus (Bruine rat) (intr)
- Rattus rattus (Zwarte rat) (intr)
- Rhinolophus ferrumequinum (Grote hoefijzerneus)
- Rhinolophus hipposideros (Kleine hoefijzerneus)

## S
- Sciurus vulgaris (Rode eekhoorn)
- Sorex araneus (Bosspitsmuis)
- Sorex coronatus (Tweekleurige bosspitsmuis)
- Sorex minutus (Dwergspitsmuis)
- Sus scrofa (Wild zwijn)

## T
- Talpa europaea (Europese mol)
- Tamias sibiricus (Siberische grondeekhoorn) (intr)
- Tursiops truncatus (Tuimelaar)

## V
- Vespertilio murinus (Tweekleurige vleermuis)
- Vulpes vulpes (Vos)